# William Mowat
Sir William Mowat († zwischen August und November 1327 in Norham Castle) war ein schottischer Adliger und Verschwörer.
William Mowart war ein Ritter mit Besitzungen bei Cromarty in Ross-shire. Während des Schottischen Unabhängigkeitskriegs hatte er zunächst auf schottischer Seite gekämpft. Im März 1304 hatte er zu den verbliebenen Rebellen gehörte, die sich dem englischen König unterwarfen. Als sich Robert Bruce 1306 zum König der Schotten erhob und damit den Krieg gegen die Engländer fortsetzte, unterstützte Mowat weiter die Engländer. 1312 hatte er der englischen Besatzung von Dundee angehört, als die Stadt von den Schotten unter Bruce erobert wurde. Der in Gefangenschaft geratene Mowat verlor seine Besitzungen an den Earl of Ross. Schließlich unterwarf sich Mowat um 1314 Robert Bruce, worauf er frei kam. Im Dezember 1318 benannte ihn Bruce zusammen mit William Soules als Mitglied einer schottischen Verhandlungsdelegation, die nach England reisen sollte. Im Oktober 1319 war er immer noch als Gesandter in Newcastle. Im April 1320 gehörte er zu den Baronen, die die Declaration of Arbroath besiegelten. Dennoch hatte Mowat offenbar die Soules-Verschwörung unterstützt und musste nach deren Aufdeckung im Sommer 1320 nach England flüchten. Robert Bruce erklärte seine verbliebenen Besitzungen in Stirlingshire für verwirkt. Vor dem 20. Mai 1321 stand Mowat wieder im Dienst der englischen Krone. Nach dem Bericht des Chronisten Thomas Gray, dessen Vater englischer Kommandant von Norham Castle gewesen war, starb Mowat während der Belagerung der Burg durch ein schottisches Heer unter Robert Bruce im Spätsommer oder Herbst 1327.